# Nationalpark Phu Hin Rong Kla
Der Nationalpark Phu Hin Rongkla (Thai อุทยานแห่งชาติภูหินร่องกล้า) ist ein Nationalpark in den Provinzen Phitsanulok und Loei und Phetchabun  in Nord-Thailand.

## Lage
Der Nationalpark Phu Hin Rongkla bedeckt ein Gebiet von etwa 307 Quadratkilometern in den Landkreisen (Amphoe) Nakhon Thai (Provinz Phitsanulok), Dan Sai (Provinz Loei). Der südliche Teil des Nationalparks geht in die Provinz Phetchabun über. Hier entspringen die kleineren Flüsse Mueat Don und Luang Yai.

## Topographie
Die Landschaft des Nationalparks ist von steilen Bergen und Felsen geprägt. Größere Gipfel bilden der Phu Phangma, Phu Lomlo (Höhe: 1664 Meter), Phu Hin Rongkla und Phu Man Khao, der mit einer Höhe von 1820 Metern die höchste Erhebung des Parks ist.

## Fauna und Flora
Die Berge sind mit Immergrünem Wald bedeckt. Vorherrschend sind trockene Dipterocarpus-Wälder. 
Im Park finden sich viele Tierarten. Neben dem seltenen Tiger und Leopard sind hier der Asiatische Schwarzbär sowie verschiedene Vogelarten beheimatet.

## Sehenswürdigkeiten
Lan Hin Taek (ลานหินแตก, Feld der zerbrochenen Felsen) liegt etwa 300 Meter westlich des ehemaligen Hauptquartiers der thailändischen Armee und bildet eine sehr schöne natürliche Felsformation mit zahlreichen Orchideen, Farnen, Moosen, Flechten und jahreszeitlich wechselnden Blumenarten.
Der Man Daeng-Wasserfall (น้ำตกหมันแดง) liegt etwa 22 Kilometer vom Hauptquartier der Parkverwaltung in Richtung Lom Sak entfernt. Er hat insgesamt 32 Stufen und erhält sein Wasser von der Höhe des Phu Man Khao.
Drei Kilometer von der Parkverwaltung entfernt liegen die ehemaligen Unterkünfte des Hauptquartiers der kommunistischen Streitkräfte. Nicht weit entfernt befindet sich am Flüsschen eine Wassermühle.

## Klima
Das Klima ist aufgrund der Berglage relativ gemäßigt und nicht so heiß wie im Flachland. Die Temperaturen steigen nicht viel über 25 °C und können gelegentlich sogar unter den Gefrierpunkt fallen.

## Geschichte
Zwischen 1968 und 1972 war die Gegend des Nationalparks Schauplatz von Kämpfen zwischen kommunistischen Aufständischen, die hier einen Stützpunkt errichtet hatten, und thailändischen Soldaten. Aufgrund des schwierigen Geländes konnte man anfangs keine Erfolge gegen die Kommunisten erzielen und musste die Taktik ändern. Militärpolizei und zivile Kräfte unterstützten die Soldaten und konnten die Hmong überzeugen, ihre Verbindungen zu den Aufständischen zu lösen und für die thailändischen Stellen zu arbeiten. Die Kommunisten konnten anschließend ohne Blutvergießen zu Aufgabe gebracht werden. 
Im Februar 1983 untersuchten Offizielle der Nationalparkverwaltung des Landes erstmals die Gegend und stellten fest, dass hier viele Naturschönheiten bestehen, die sie für einen Nationalpark geeignet erscheinen ließen. 1984 wurde der Nationalpark als 48. des Landes eröffnet.